# Jean-Pierre Cuzin
Jean-Pierre Cuzin, né en juillet 1944, est un conservateur de musée et historien de l'art français, spécialiste de la peinture française des 17e et 18e siècles.

## Biographie
Pensionnaire à la Villa Médicis en 1972-1973, il y prépare l'exposition sur les caravagesques français (Régnier, Valentin, Simon Vouet) qui s'y tient en 1973. Il entre ensuite au département des peintures du Louvre où il fait toute sa carrière de conservateur. Il bénéficie de la bourse Focillon en 1978. Il dirige le département des peintures de 1993 à 2003 succédant à Pierre Rosenberg.
En 2003, à la suite de désaccords avec la nouvelle présidence du Louvre, il démissionne de ses fonctions et devient adjoint au directeur général de l'INHA jusqu'en 2009. A partir de 2010, il collabore avec le cabinet d'expertise Turquin.
Grand spécialiste de la peinture classique française des 17e et 18e siècles, il a participé à des nombreux ouvrages et expositions tenues à Paris, dans les musées de province et à l'étranger sur Georges de La Tour, Fragonard, Nicolas Régnier, Hubert Robert, Nicolas Tournier, Valentin de Boulogne, Simon Vouet, etc.
ll a également abordé les aspects de la postérité de l'art ancien, en particulier dans ses rapports avec le 20e siècle, notamment lors des expositions Raphaël et l'art français (1983), Copier / Créer (1993), D'après l'Antique (2000).
Un volume de mélanges lui a été offert : Il faudrait être peintre : opuscule conçu comme témoignage d'estime envers Jean-Pierre Cuzin (INHA, 2010).

## Principales publications
- La peinture française au Louvre, Scala, 1982
- Raphaël : vie et oeuvre, Bibliothèque des arts, 1983
- Jean-Honoré Fragonard : vie et œuvre : catalogue complet des peintures, Office du livre : Vilo, 1987
- François-André Vincent : 1746-1816, Galerie de Bayser, 1988
- Dictionnaire de la peinture : la peinture occidentale du Moyen Age à nos jours, Larousse, 1991
- Georges de la Tour : histoire d'une redécouverte, Gallimard : Réunion des musées nationaux, 1997
- Dictionnaire du Louvre, Réunion des musées nationaux, 1997
- Fragonard, Musée du Louvre : 5 Continents, 2003
- Ingres : regards croisés, Mengès : Réunion des musées nationaux, 2006
- Fragonard : regards croisés, Mengès, 2007
- Ingres et les modernes, Faton 2009
- Figures de la réalité : caravagesques français, Georges de La Tour, les frères Le Nain, Hazan : INHA, 2010
- François-André Vincent, 1746-1816 : entre Fragonard et David, Arthéna, 2013
- La Tour, Citadelles & Mazenod, 2021
- Michel Canteloup : le temps de l'oeuvre, Galilée, 2022